# ساينس
ساينس (بالإنجليزية: Science)‏ هي دورية علمية تنشرها الجمعية الأمريكية لتقدم العلوم. وبصفة عامة تعتبر من أكثر الدوريات المرموقة في مجال العلوم. وقد أسست من قبل صحفي في نيويورك، جون مايكلز، منذ عام 1880، بدعم مالي من قبل توماس إديسون، ثم من ألكسندر غراهام بيل.
 إمكانية الوصول يمكن الوصول إلى المجلة مباشرة عن طريق الإنترنت, من خلال الموقع الرسمي لها على الشبكة العنكبوتية, فقط من خلال الاشتراك. (أعضاء AAAS) وللانتقال إلى العناوين (IP Addresses) الخاصة بالمراكز التي تشترك بهذه المجلة...
و يمكن للطلاب, 12-K مدرسين, واّخرون ممن يمكنهم الاشتراك بأسعار مخفضة. ولكن منذ عام 1997 فإن الأوراق العلمية التي يتم نشرها فتكون بالمجان فقط بالتسجيل في الموقع وذلك فقظ بعد سنة من تاريخ النشر.